# Celldömölk
Celldömölk (németül: Kleinmariazell) város Vas vármegyében, a Celldömölki járás székhelye. A város történelme gazdag és több évszázadra nyúlik vissza, nevét a helyi bencés apátságról kapta, amelynek központi eleme a híres Mária-kegytemplom. A templom ma is fontos zarándokhely, amely évente sok látogatót vonz.
Celldömölk földrajzi elhelyezkedése révén természetközelséget kínál. A vulkanikus eredetű Ság-hegy nemcsak természeti látványosság, hanem geológiai különlegesség is, amely kedvelt célpontja a túrázóknak és a borászat iránt érdeklődőknek. A hegy környékén a szőlőművelés és a borkultúra jelentős hagyományokkal rendelkezik.
A város kulturális élete élénk, és számos rendezvénynek ad otthont, beleértve a zenei és hagyományőrző programokat.

## Fekvése
A Kemenesalján és a Marcal-medencében, a Ság-hegy lábánál helyezkedik el, a 8-as főút jánosházi leágazásától északra, a megyeszékhely Szombathelytől 42 kilométerre keletre. 

### Megközelítése
Legfontosabb közúti megközelítési útvonala a Pápa térségétől egészen Sárvárig húzódó 834-es főút, amely nagyjából kelet-nyugati irányban húzódik végig a központján. A 8-as főúttal a 8429-es út köti össze.
A környező kisebb települések közül Mesteri a 8432-es, Kemeneskápolna–Vásárosmiske a 8433-as, Kemenesmihályfa a 8452-es, Nemeskocs a 8459-es, Kemenesszentmárton–Vönöck a 8611-es úton, Köcsk pedig a 84 137-es számú mellékúton érhető el a város irányából.
A Dunántúl egyik egyik forgalmas vasúti csomópontja, ami a Székesfehérvár–Szombathely- és a Győr–Celldömölk-vasútvonalon érhető el; Celldömölk vasútállomás a belvárostól északkeletre helyezkedik el, a 834-es főút és az állomást közvetlenül kiszolgáló 84 315-ös számú mellékút között. Innen indult a Celldömölk–Répcelak–Fertőszentmiklós-vasútvonal is, de ezt 1979-ben megszüntették.

## Története
Kiscell és Nemesdömölk 1903-ban egyesült Celldömölk néven, Alsóságot 1950-ben, Izsákfát pedig Celldömölk várossá nyilvánításakor (1978. december 31-én) csatolták Celldömölkhöz. A mai település területén egy ötödik település, Pórdömölk is volt a középkorban, ez azonban a 20. század elején már nem volt önálló.
A 18. század elején Koptik Odó bencés szerzetes nevéhez fűződik a dömölki apátság újjáélesztése, avagy inkább a kis-máriacelli búcsújáróhely megalapozása. Az apát nevét ma is utca viseli a településen. Koptik Odó 1739. július 9-én érkezett Dömölkre, ahol három szerzetest és nyomorúságos körülményeket talált. Az ausztriai Máriacellből magával hozta az ottani kegyszobor hiteles másolatát, amelynek a Ság-hegyen próbált hajlékot biztosítani. Végül is az ősi monostor-templomtól keletre, a régi pápai országút mellett épített fel egy fakápolnát és abban helyezte el a kegyszobrot. A kápolna mellett egy kutat is ásatott Odó apát. A munka közben a kút szájából egy nagy kő esett a mélyben dolgozó kőműves fejére, ami megsértette a "nyakán a gerincvelőnek kemény és puha hártyáját, és a kőműves mégis meggyógyult." A következő években - tagadhatatlanul a kútásó csodás gyógyulásának hírére - zarándokok ezrei érkeztek a kegyszobornak otthont adó fakápolnához, ahol - a feljegyzések szerint - további gyógyulások és imameghallgatások történtek. A zarándokok számának folytonos növekedése és a kápolna kicsinysége arra ösztökélte Koptikot, hogy új templomot építsen. Az új búcsújáróhely kegytemplomának építését 1747 tavaszán kezdték el. A következő év őszén pedig már állt az új templom, s benne a kápolna a kegyszobor számára.1748. szeptember 15-én ünnepélyes keretek között ezrek kíséretével vitték át a kegyszobrot a végleges helyére. A kegyszobornak otthont adó kápolnáról kapta a település német mintára a 'Cell' ("Zell") előtagot, amely németül Kleinmariazell, vagyis Kismáriacell.

## Közélete

### Polgármesterei
- 1990–1994: Makkos István (nem ismert)[5]
- 1994–1998: Makkos István (KDNP)[6]
- 1998–2002: Makkos István (Celldömölkért Egyesület)[7]
- 2002–2006: Fehér László (MSZP)[8]
- 2006–2010: Fehér László (MSZP)[9]
- 2010–2014: Fehér László (Cselekvő Összefogással Celldömölkért Egyesület)[10]
- 2014–2019: Fehér László (Cselekvő Összefogással Celldömölkért Egyesület)[11]
- 2019–2024: Fehér László (Cselekvő Összefogással Celldömölkért Egyesület-Együtt Celldömölk Városért Egyesület)[12]
- 2024– : Fehér László (Cselekvő Összefogással Celldömölkért Egyesület-Együtt Celldömölk Városért Egyesület)[1]

## Népesség
A település népességének változása:
| Lakosok száma | 11 156 | 11 068 | 10 646 | 10 302 | 9955 | 9860 | 9692 |
|               | 2013   | 2014   | 2018   | 2021   | 2022 | 2023 | 2024 |

A 2011-es népszámlálás során a lakosok 85,4%-a magyarnak, 1,3% cigánynak, 0,9% németnek mondta magát (14,5% nem nyilatkozott; a kettős identitások miatt a végösszeg nagyobb lehet 100%-nál). A vallási megoszlás a következő volt: római katolikus 46,8%, evangélikus 19,9%, református 3%, görögkatolikus 0,1%, felekezet nélküli 4,6% (25,1% nem nyilatkozott).
2022-ben a lakosság 93%-a vallotta magát magyarnak, 0,9% cigánynak, 0,8% németnek, 0,1-0,1% románnak, horvátnak, szerbnek, bolgárnak és ukránnak, 1,7% egyéb, nem hazai nemzetiségűnek (6,9% nem nyilatkozott; a kettős identitások miatt a végösszeg nagyobb lehet 100%-nál). Vallásuk szerint 38,7% volt római katolikus, 17,5% evangélikus, 2,7% református, 0,1% görög katolikus, 0,5% egyéb keresztény, 1,5% egyéb katolikus, 4,9% felekezeten kívüli (33,9% nem válaszolt).

## Nevezetességek

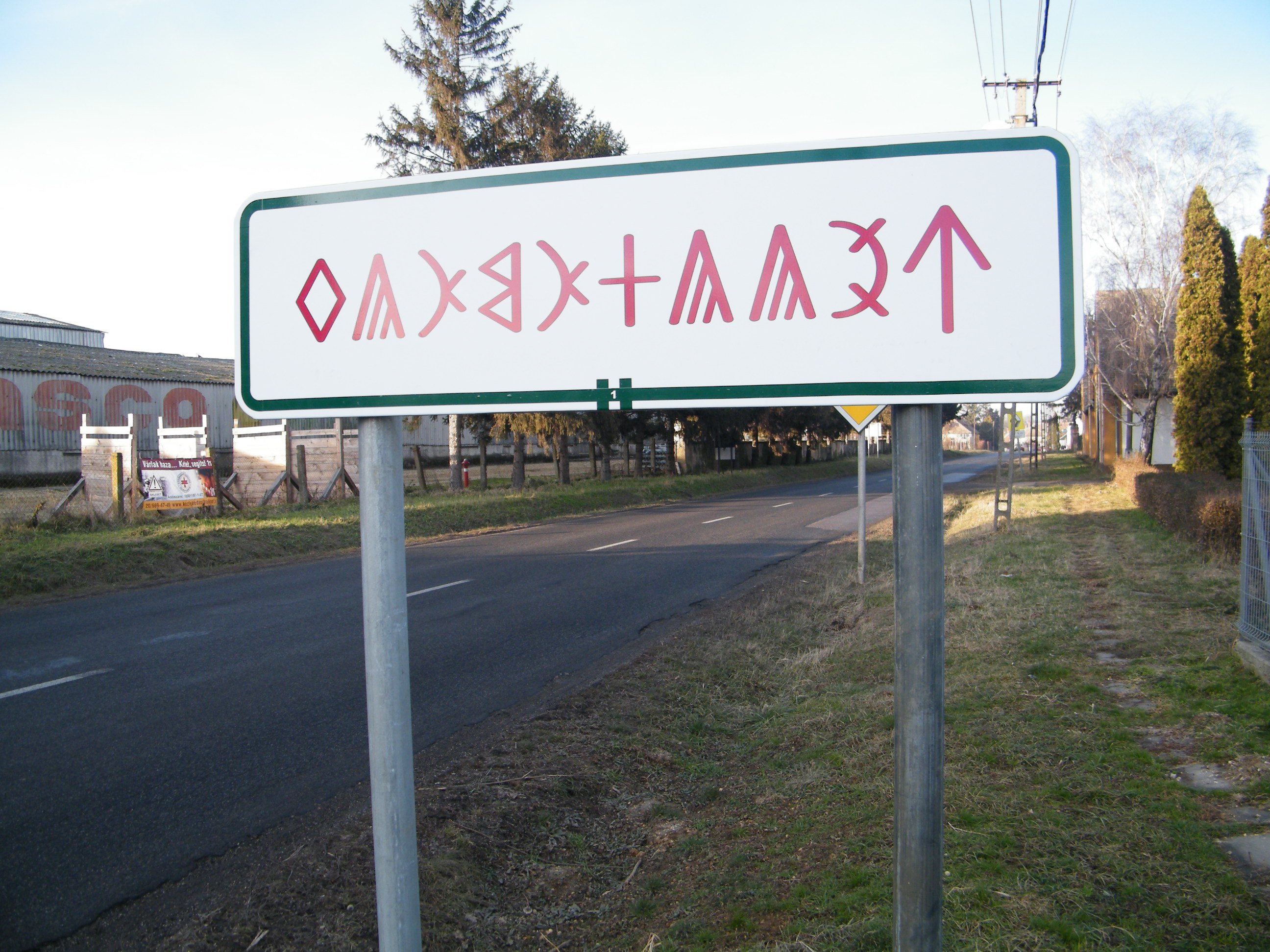
Rovásos helységnévtábla

- Szűz Mária római katolikus plébániatemplom
- Szentháromság-szobor
- Első világháborús hősi emlékmű
- Hunyadi János-emlékoszlop
- A copf stílusban épült egykori Sóhivatal, a helyi rendőrség épülete
- Sághegyi Múzeum
- Kálvária
- Vulkán Gyógy- és Élményfürdő: 1245 m mélységből érkezik a celli Vulkán-gyógyvíz, amely nátrium-hidrogén-karbonátos, kloridos lágy víz jelentős fluorid tartalommal. A kutat 2003-ban fúrták, vize főképpen mozgásszervi panaszok enyhítésére szolgál.
- Városháza (2010)[15]

## Galéria

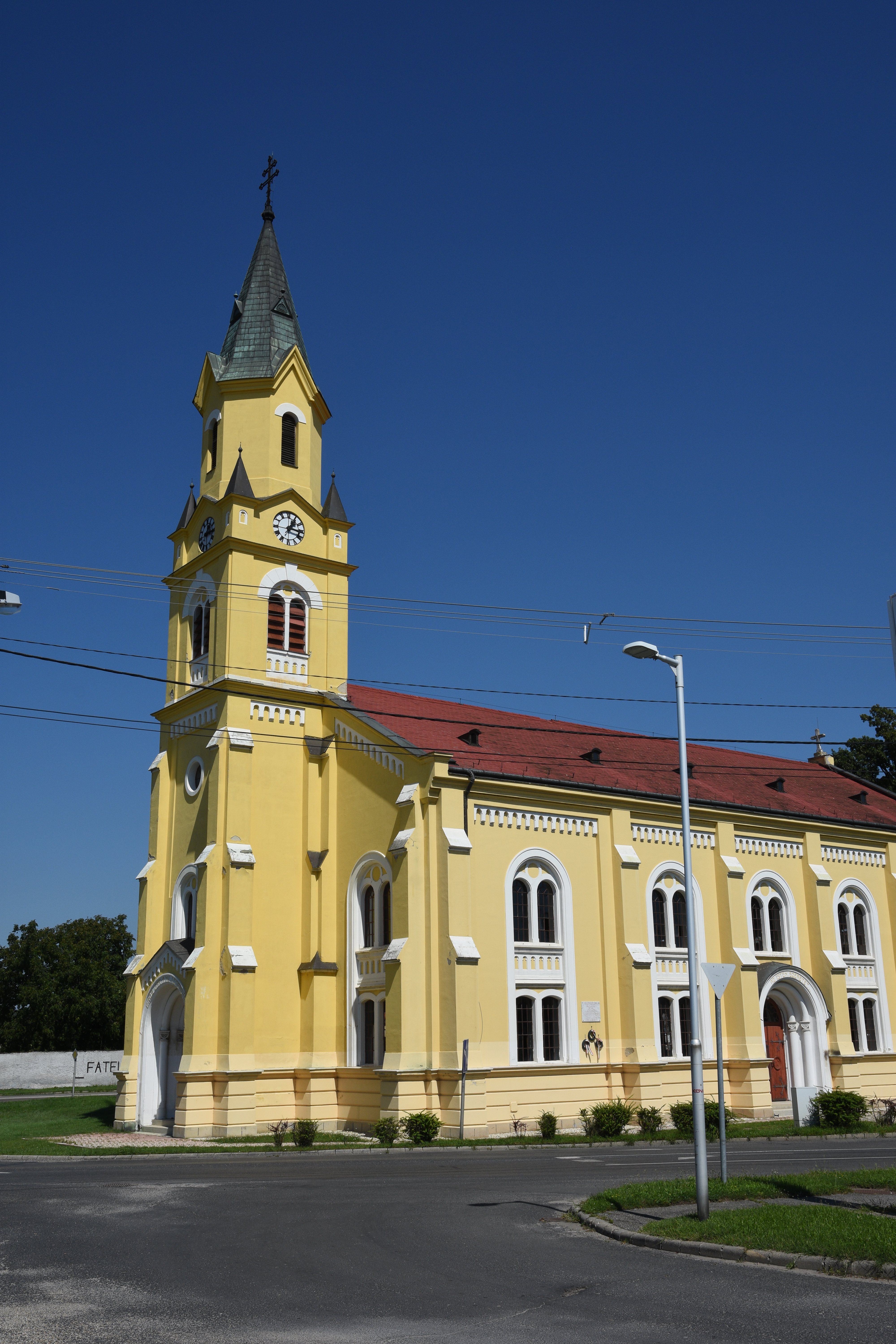
Evangélikus templom
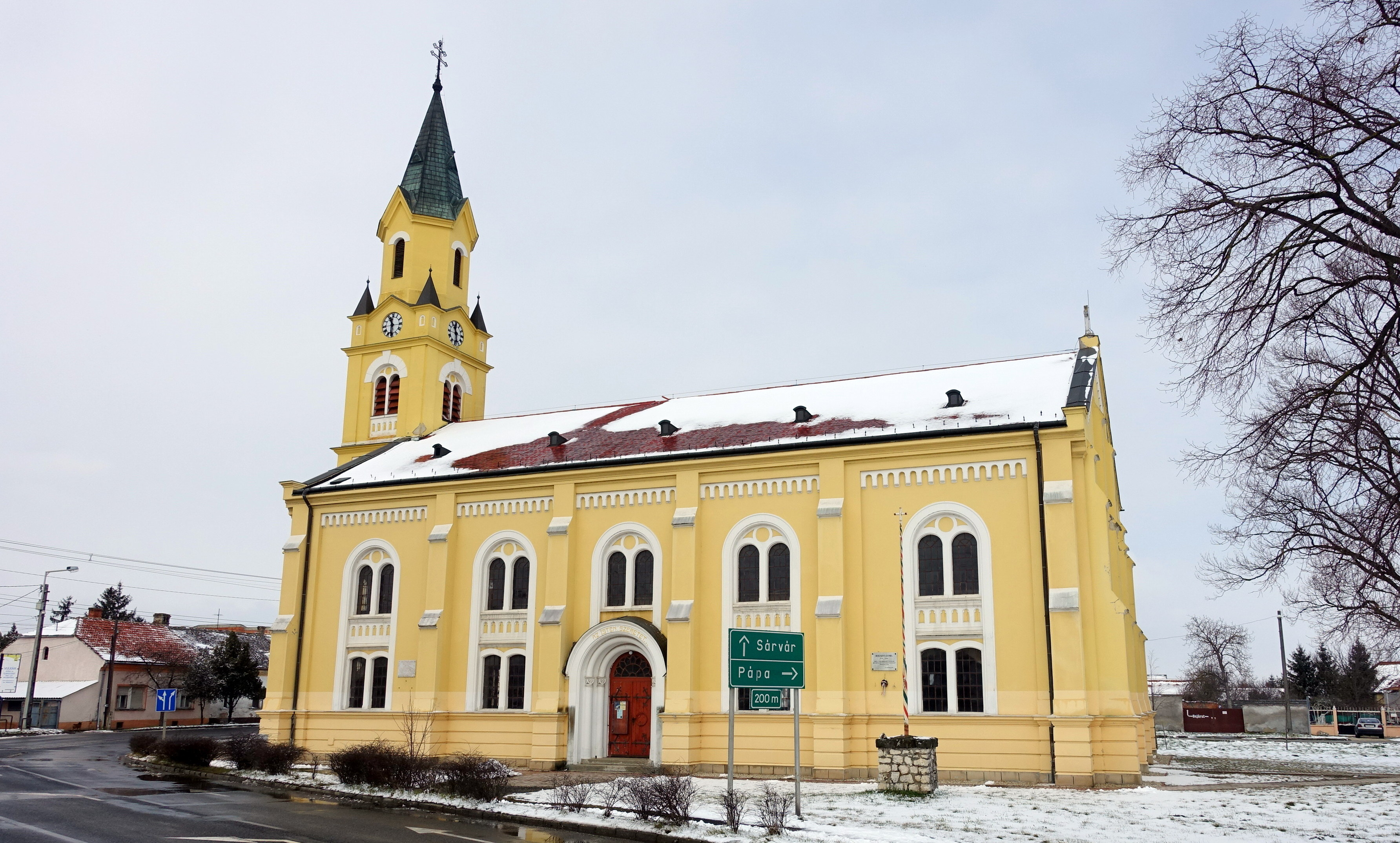
Evangélikus templom
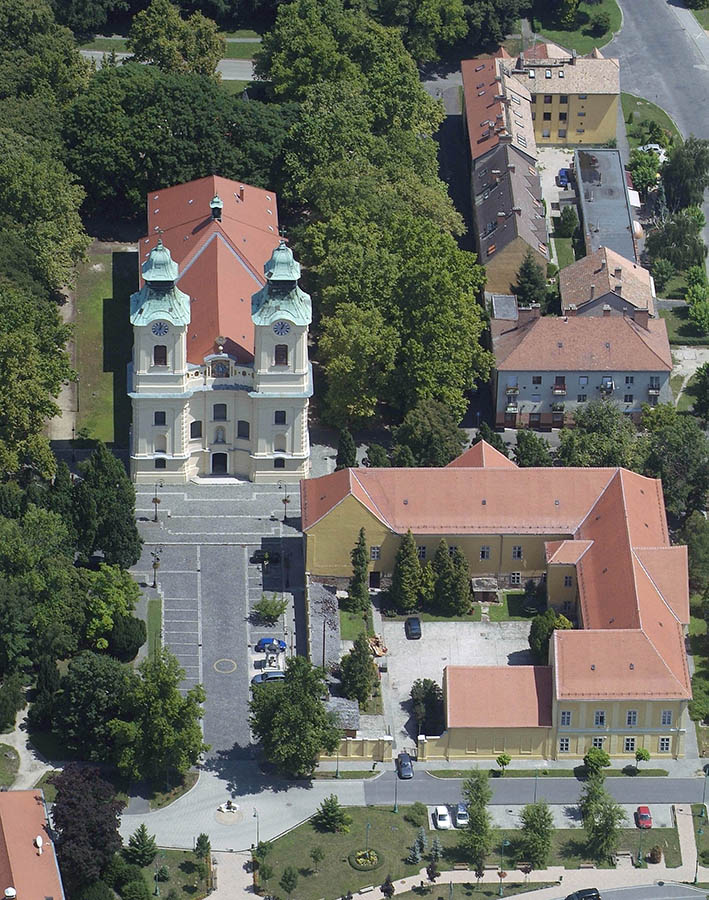
A Szűz Mária-templom légi felvétele
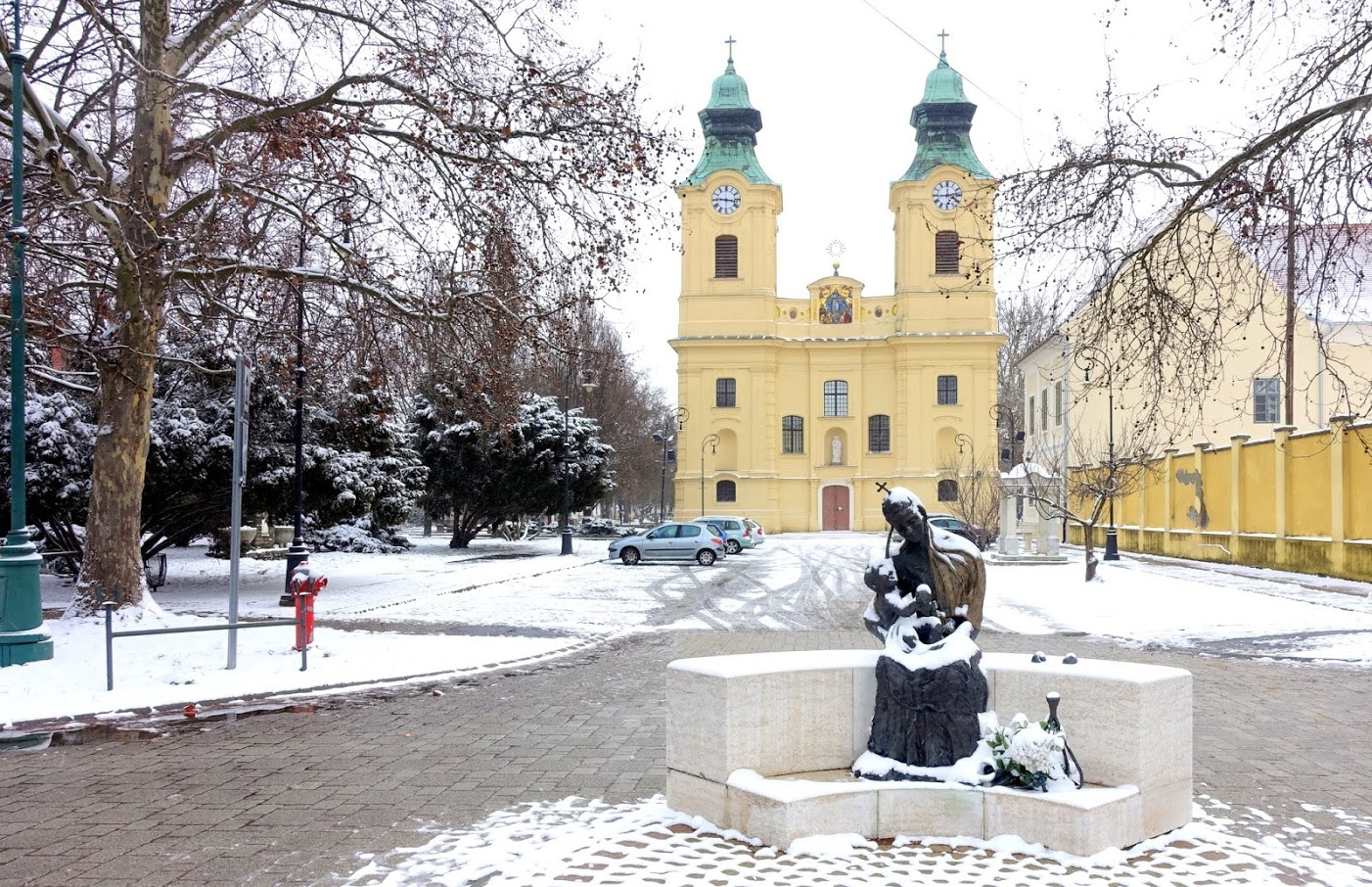
A celldömölki kegytemplom
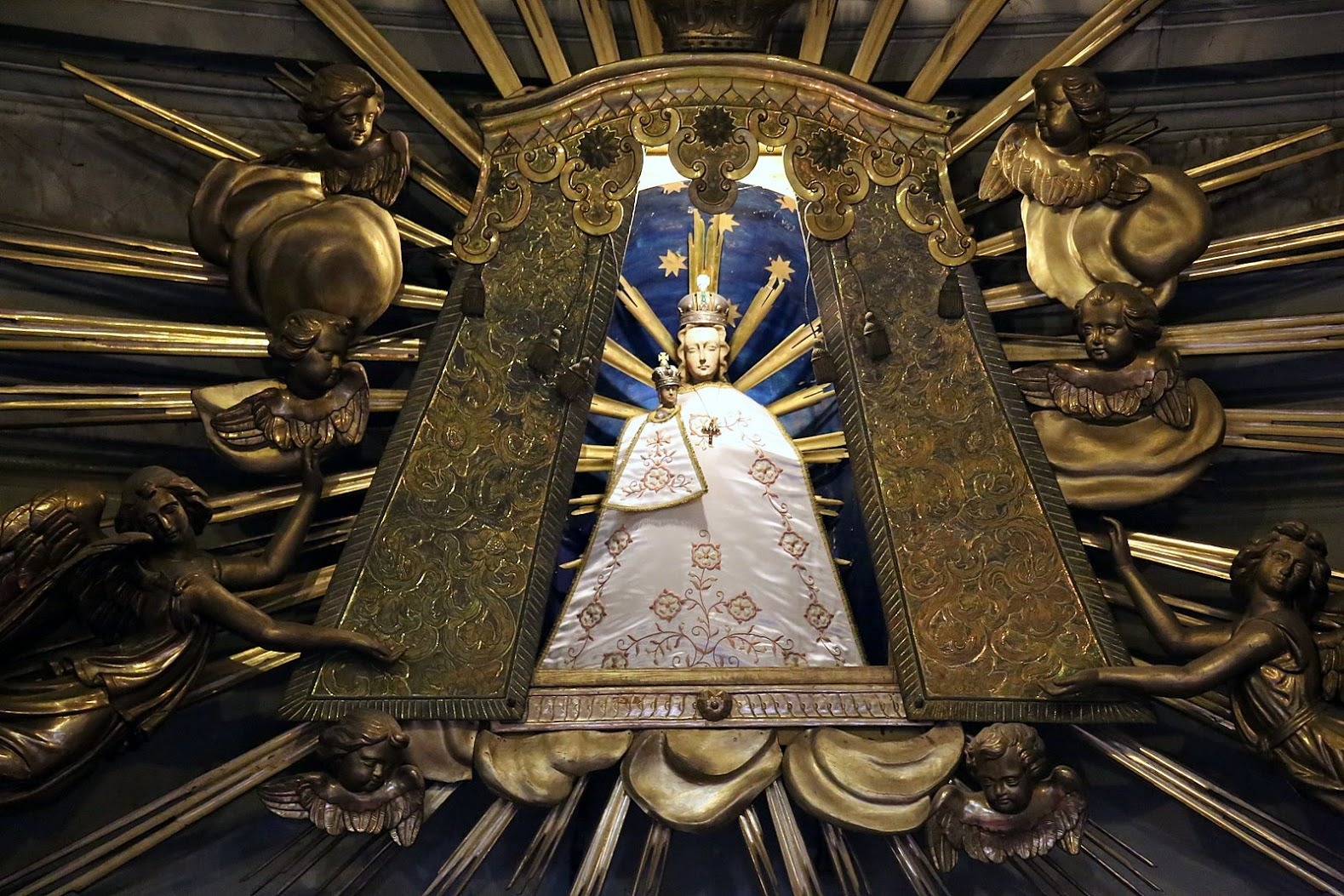
A celldömölki kegytemplom Mária-szobra
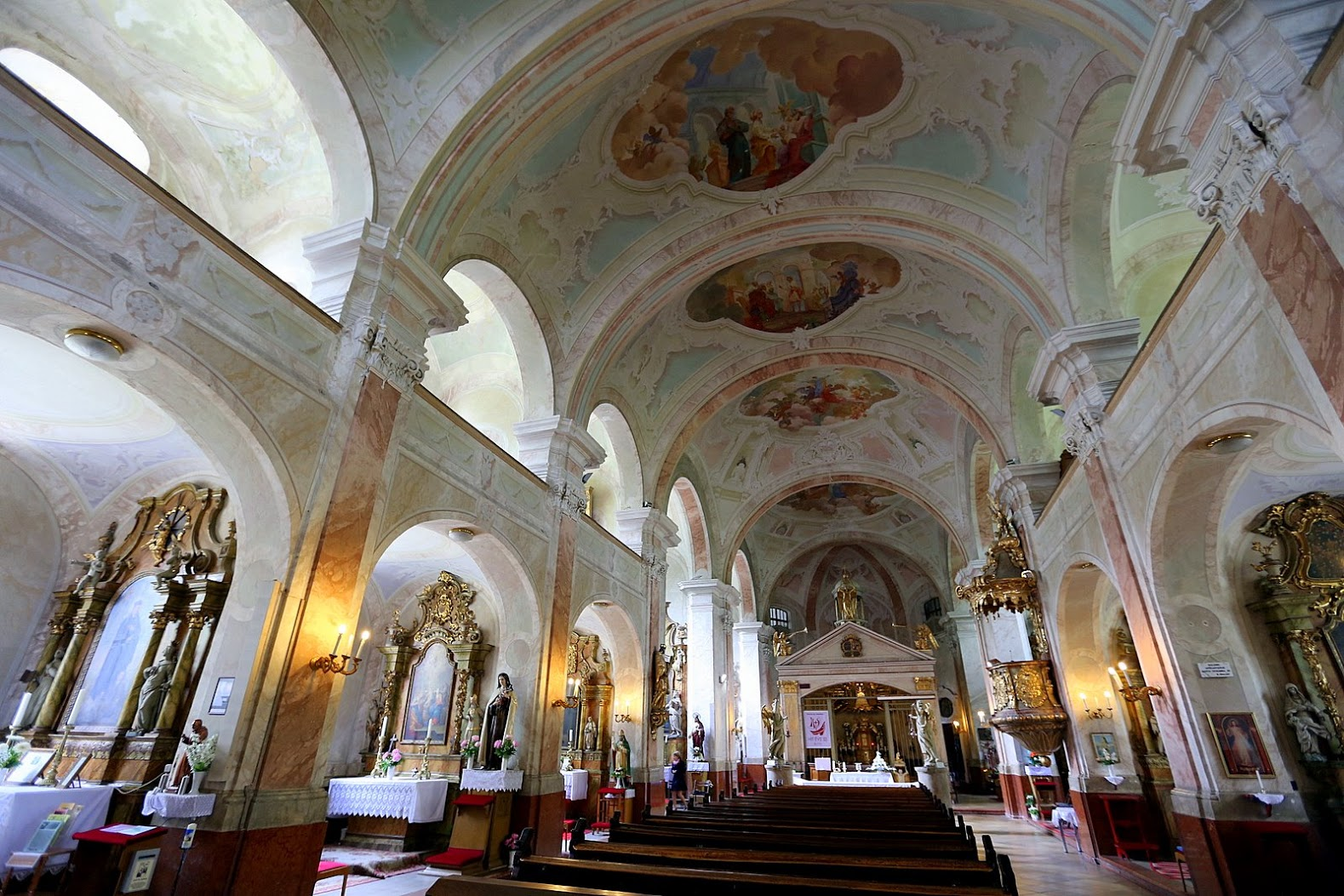
A celldömölki kegytemplom (Szűz Mária-templom)
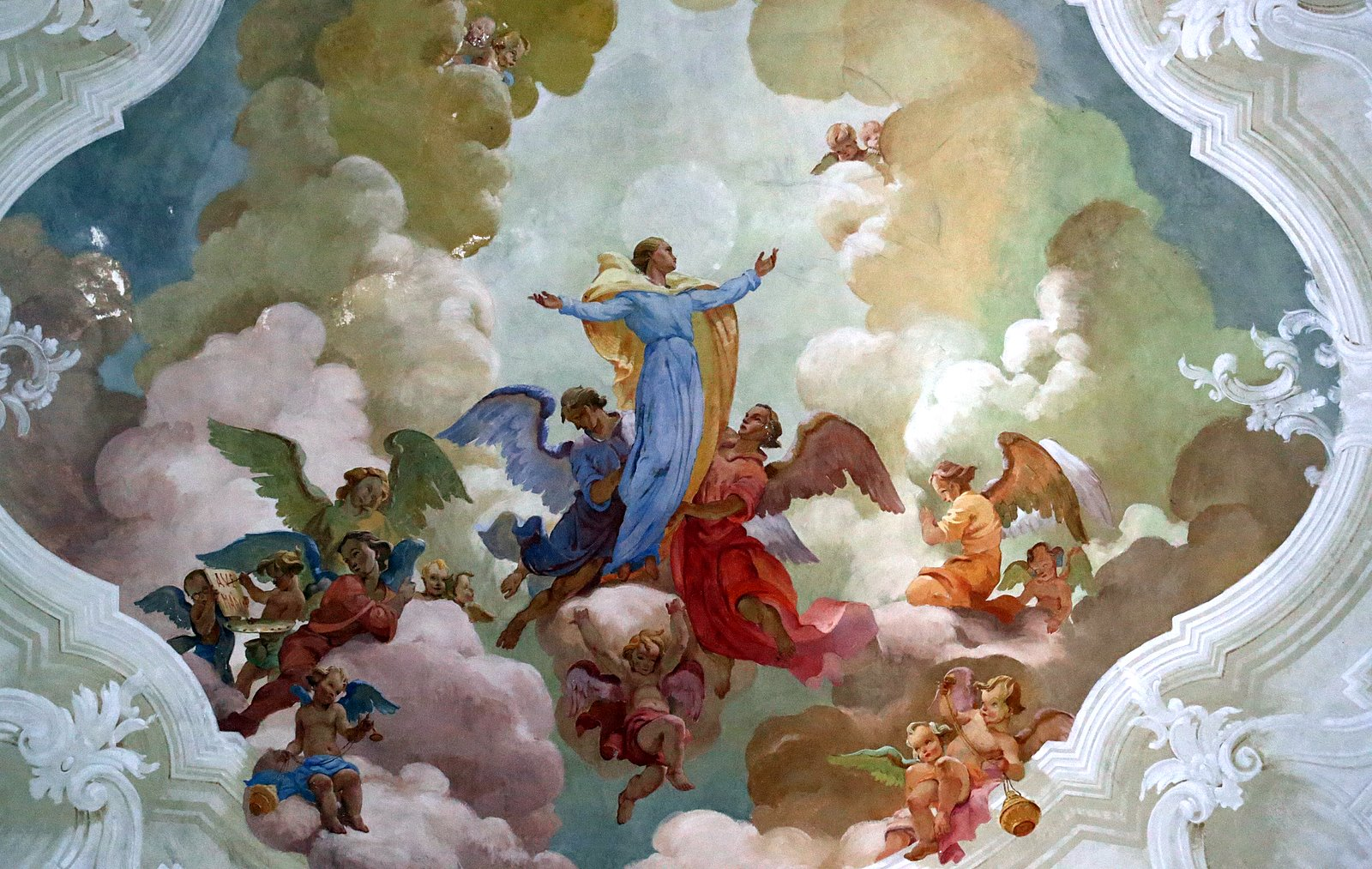
A kegytemplom mennyezeti freskója
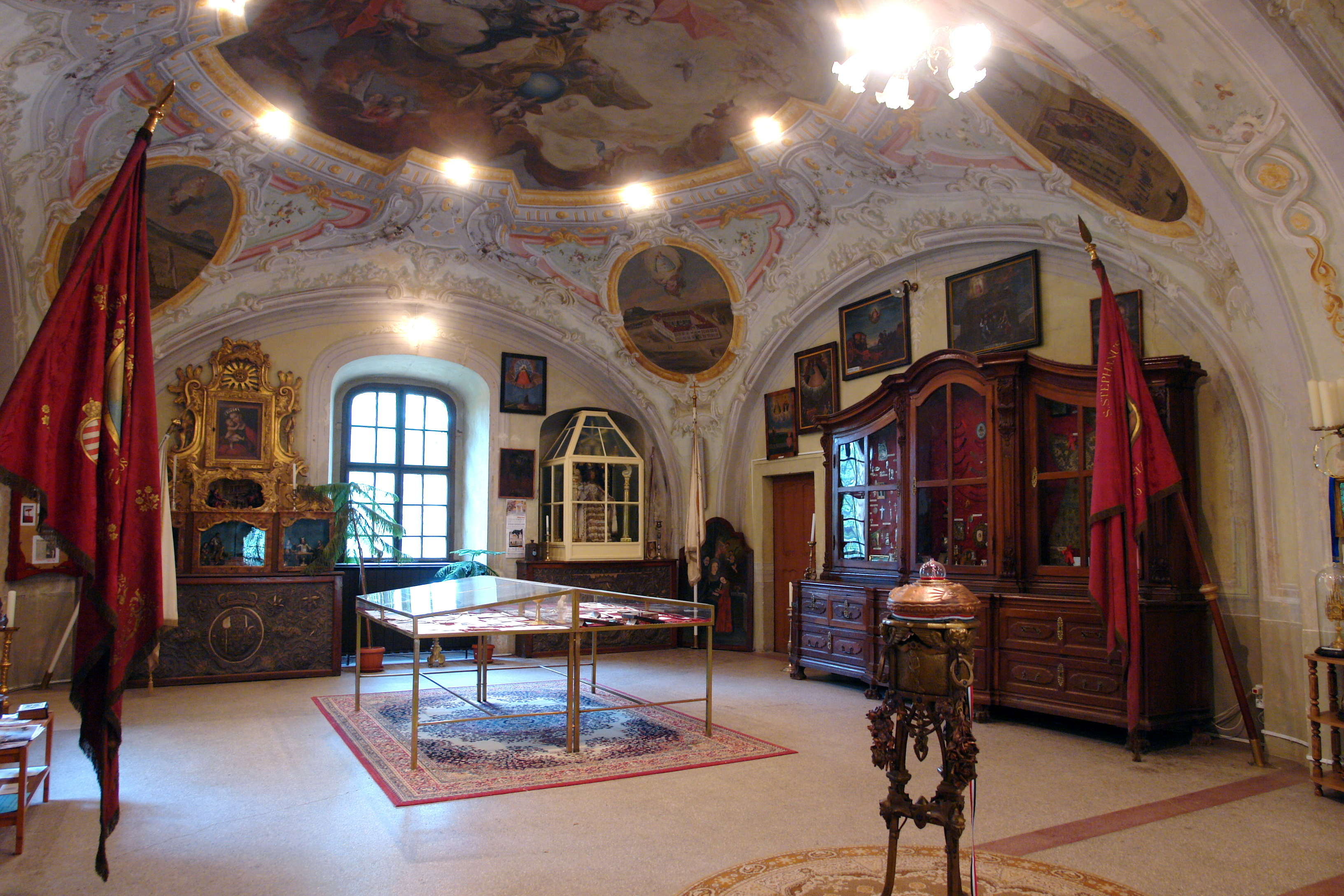
A kegytemplom múzeuma
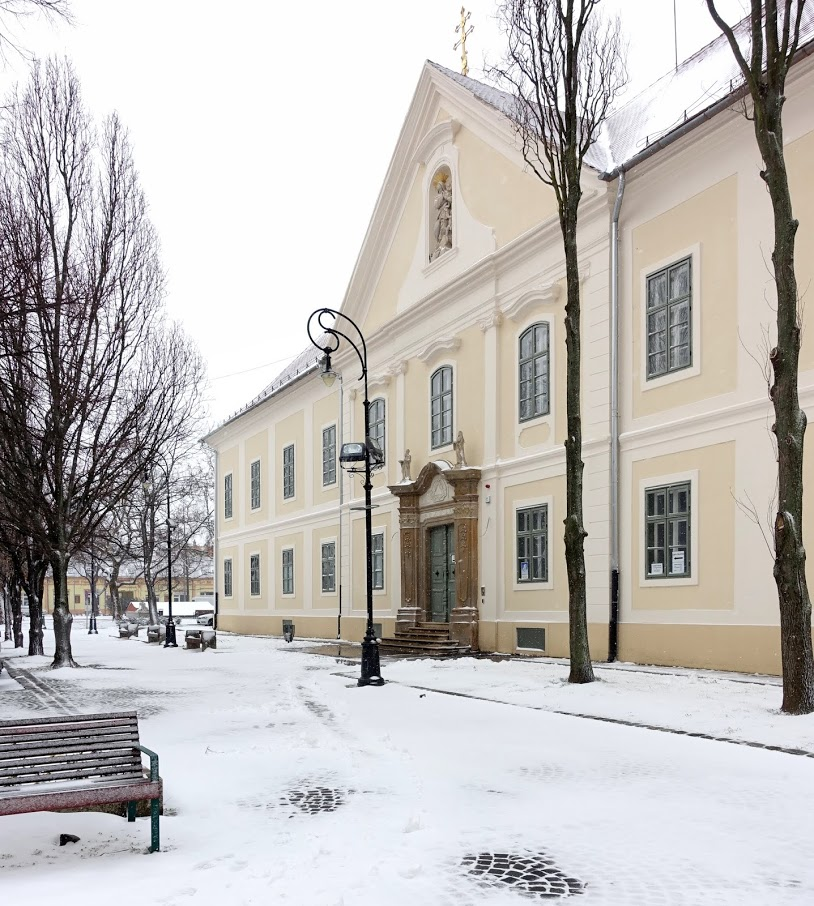
A katolikus plebánia épülete
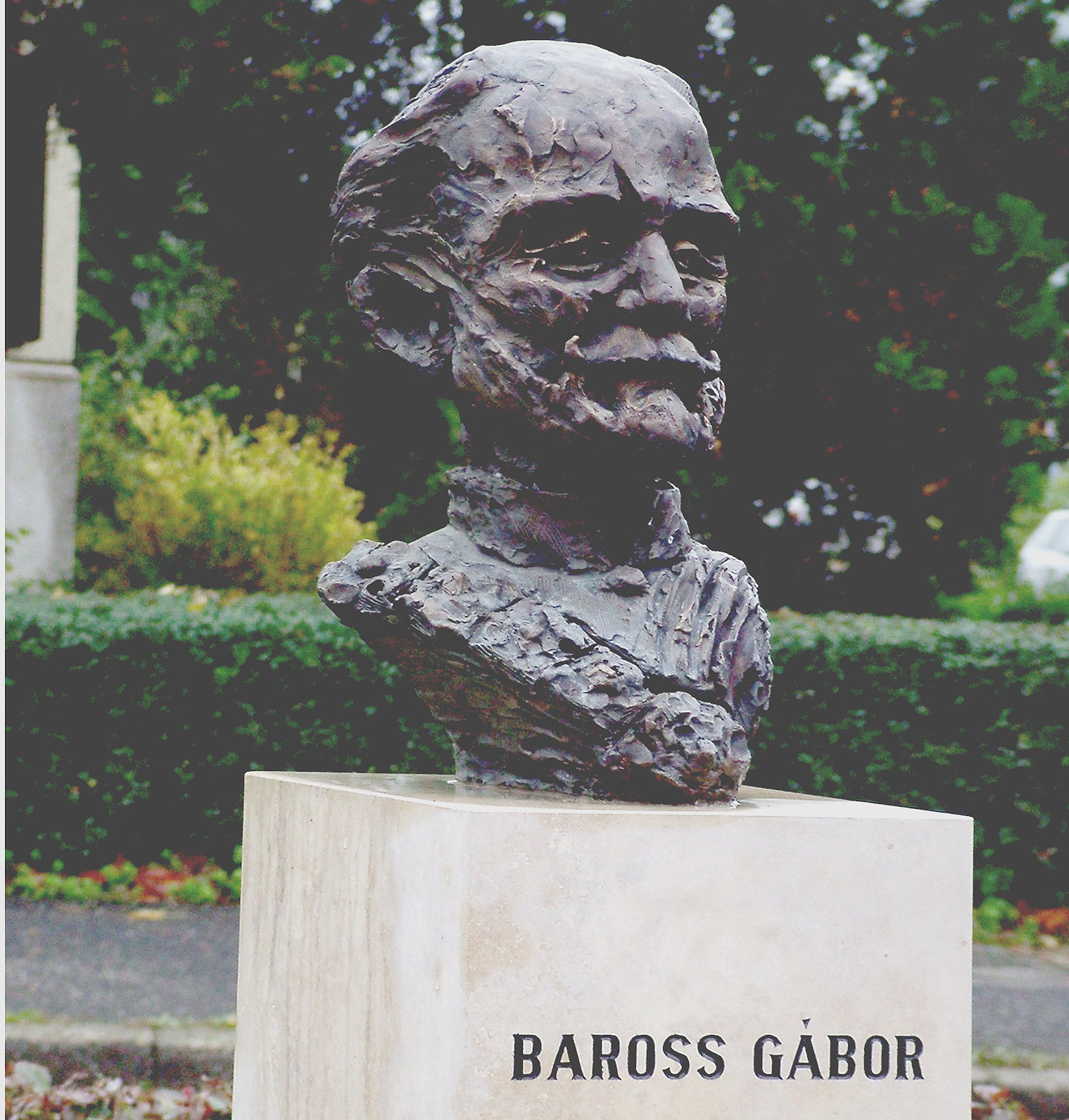
Baross Gábor szobra Celldömölkön
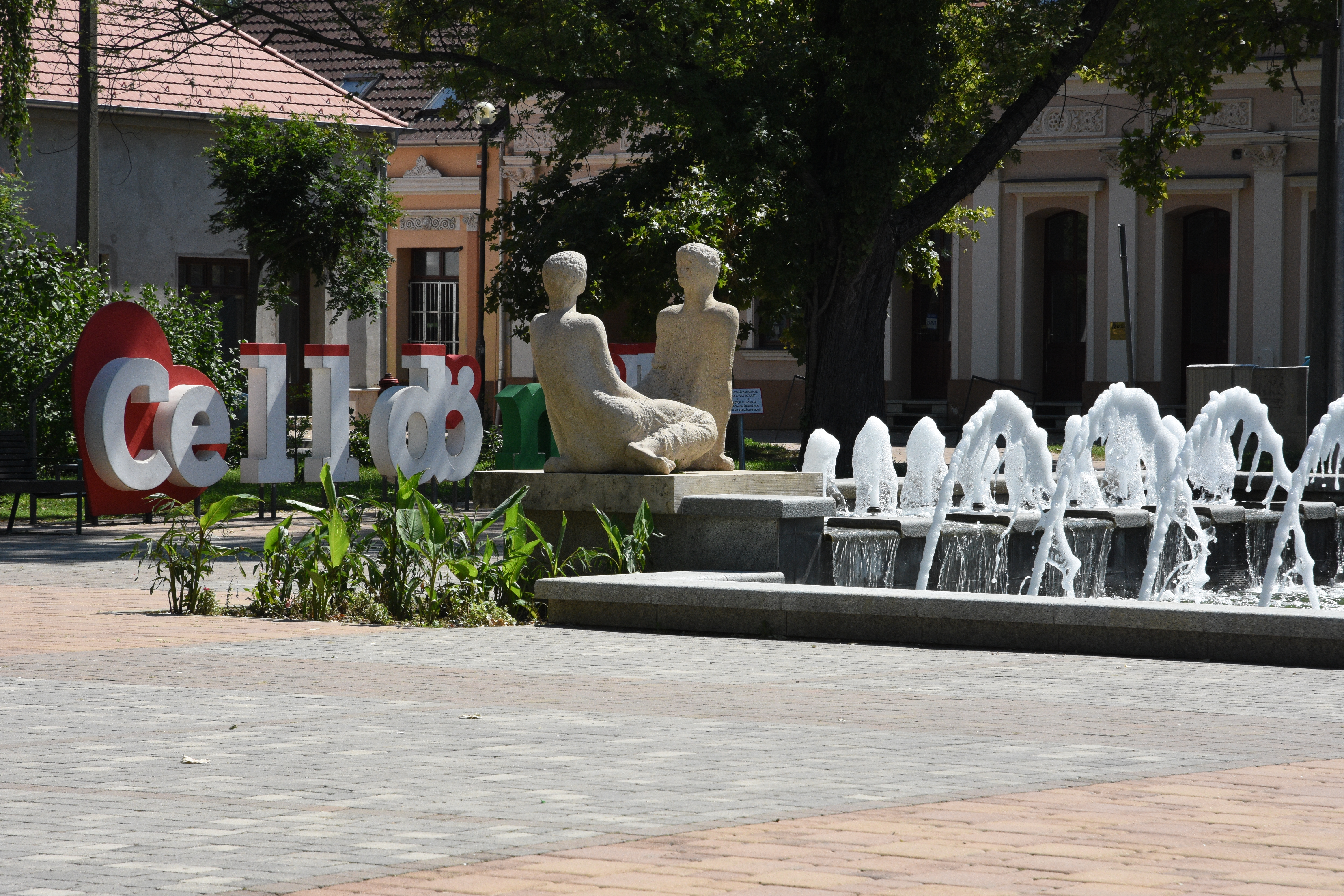
Szoborpár
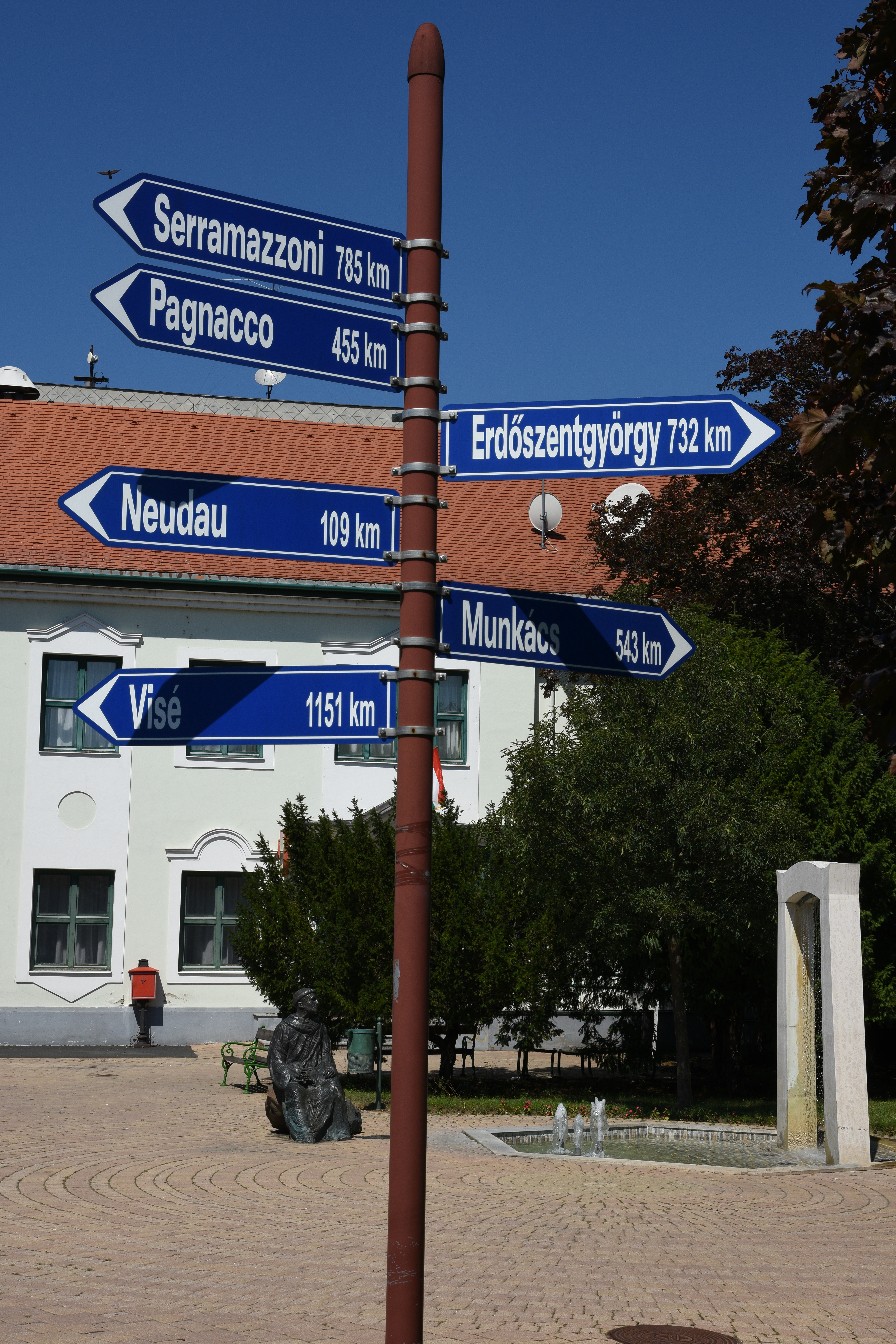
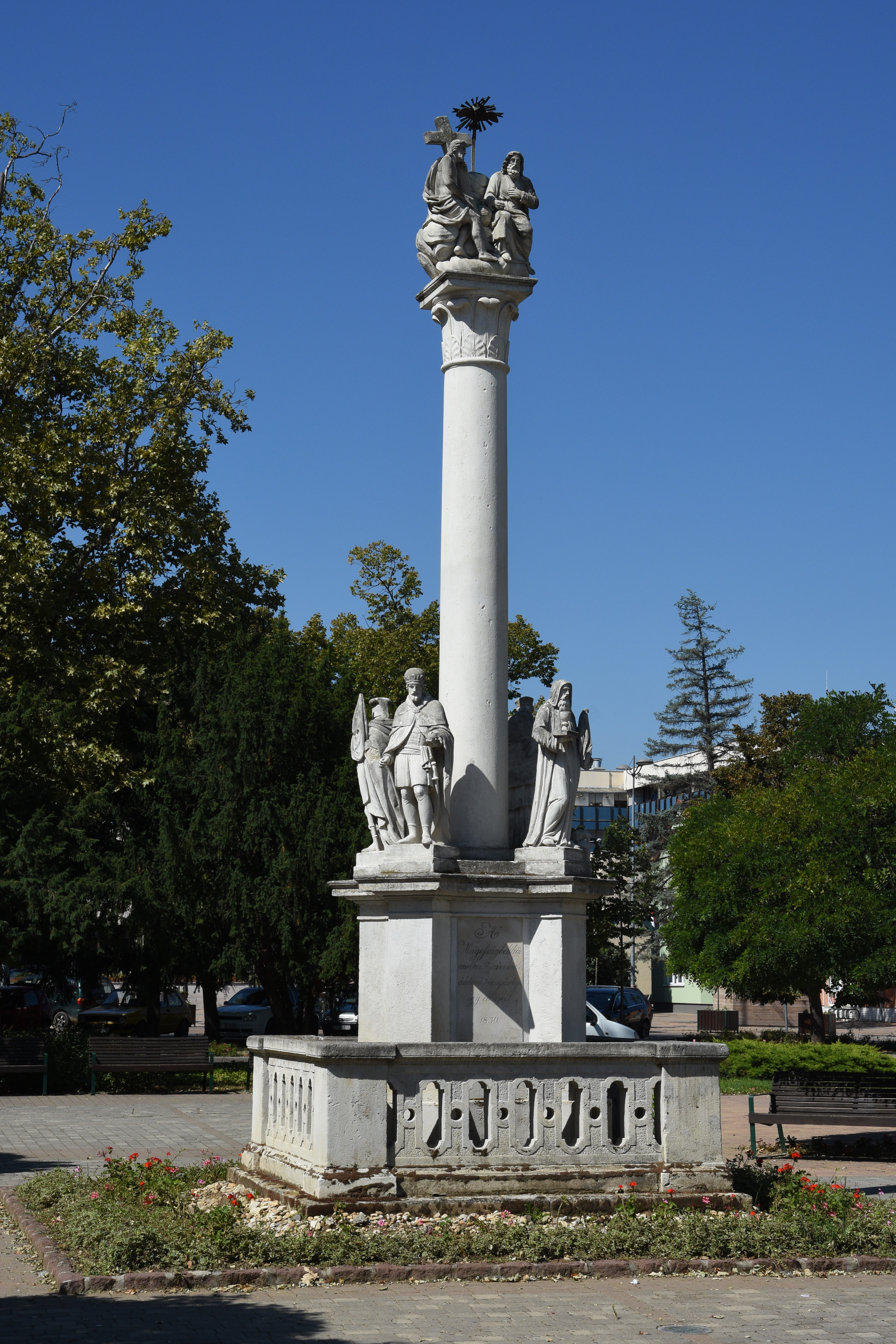
Celldömölk belvárosa
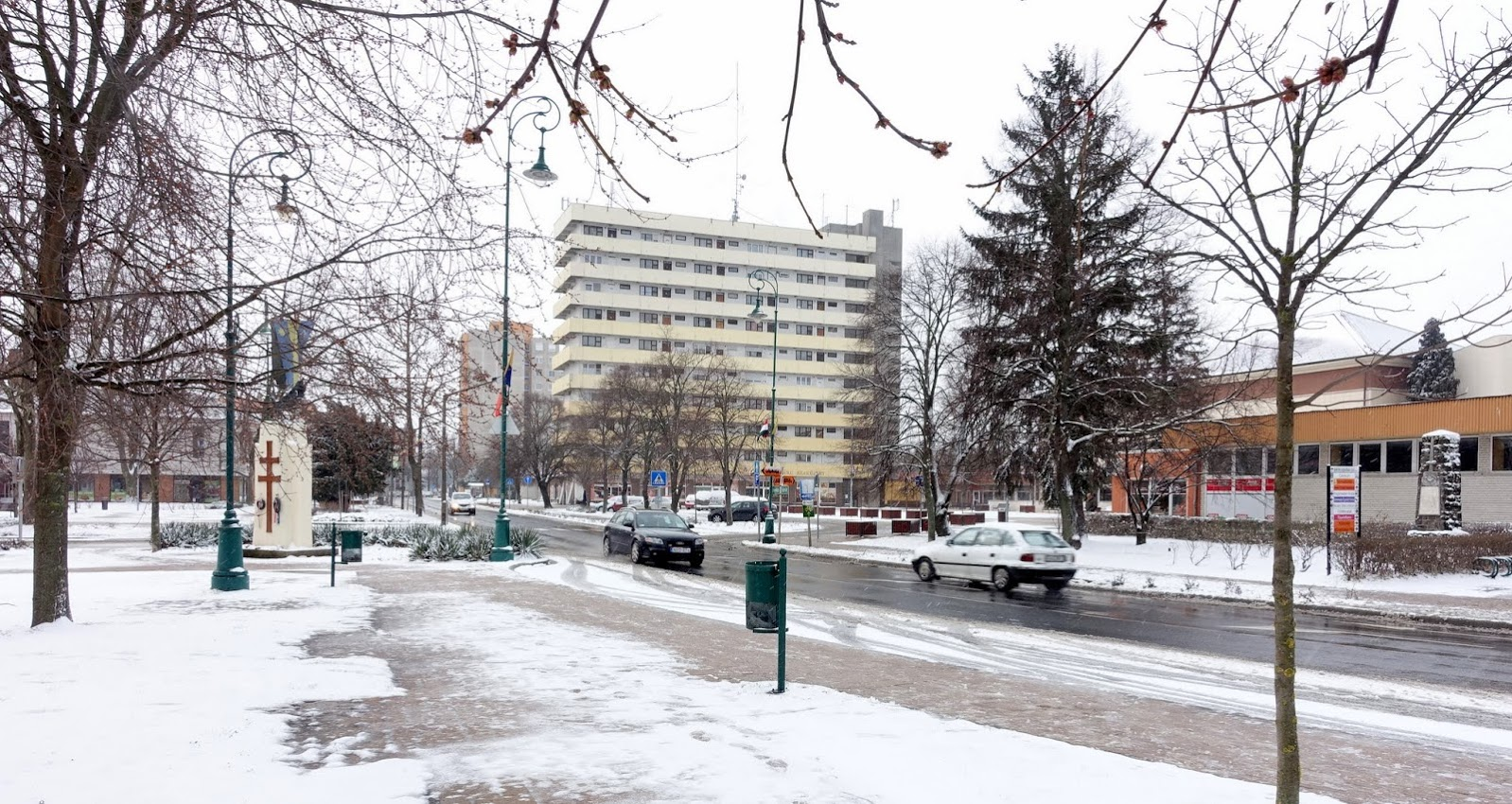
A város központja
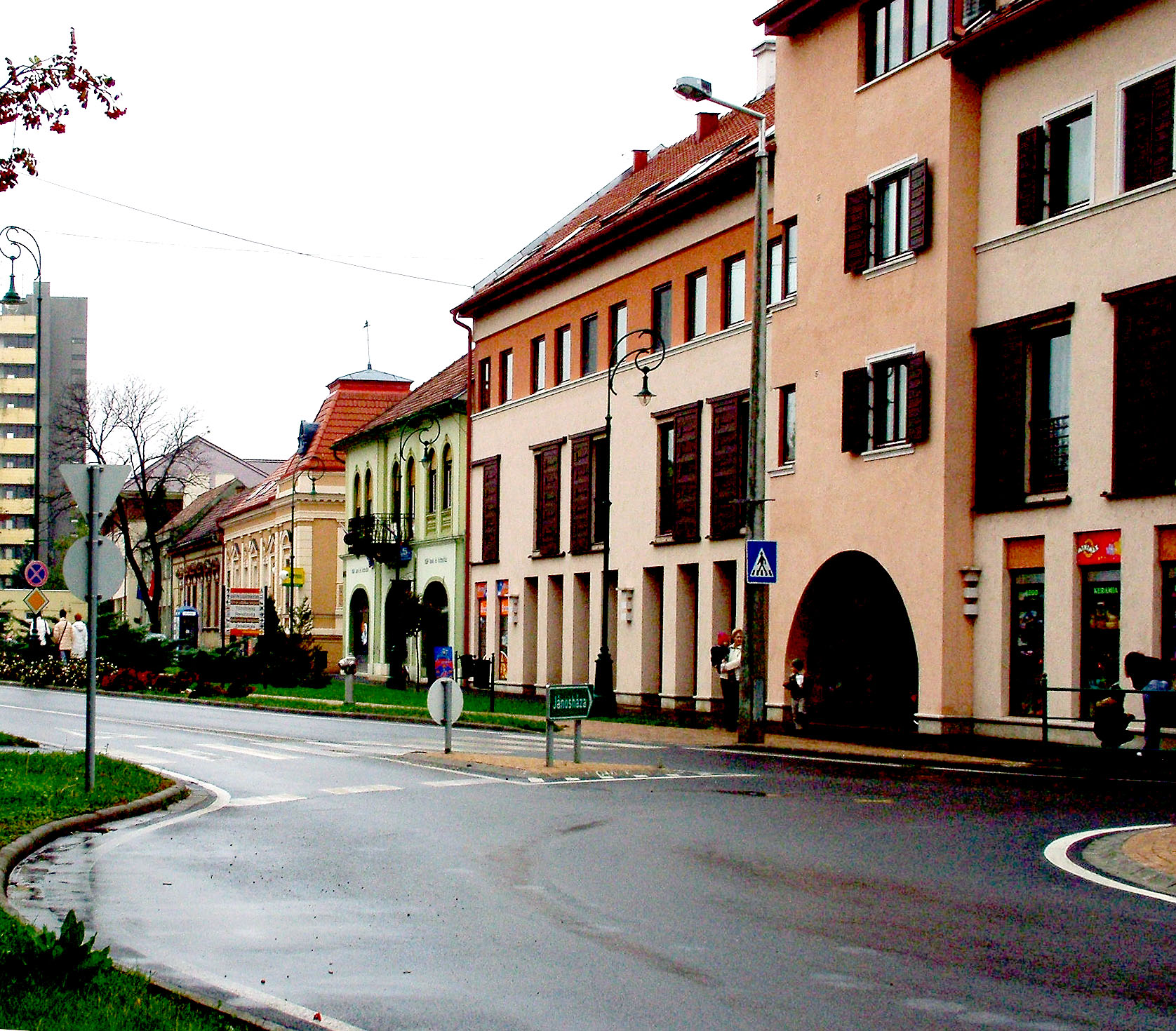
Celldömölk belvárosa
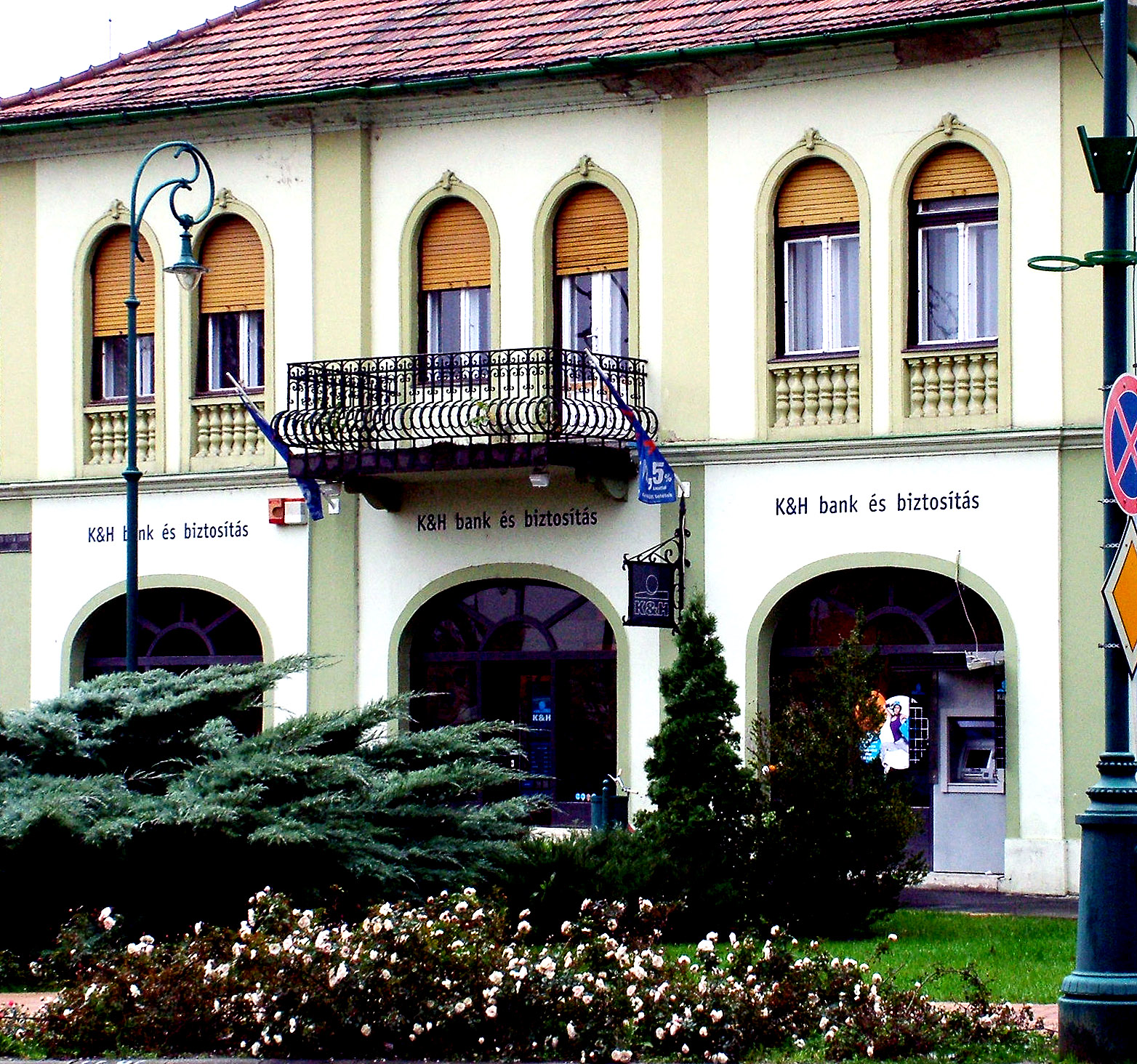
Celldömölk belvárosa
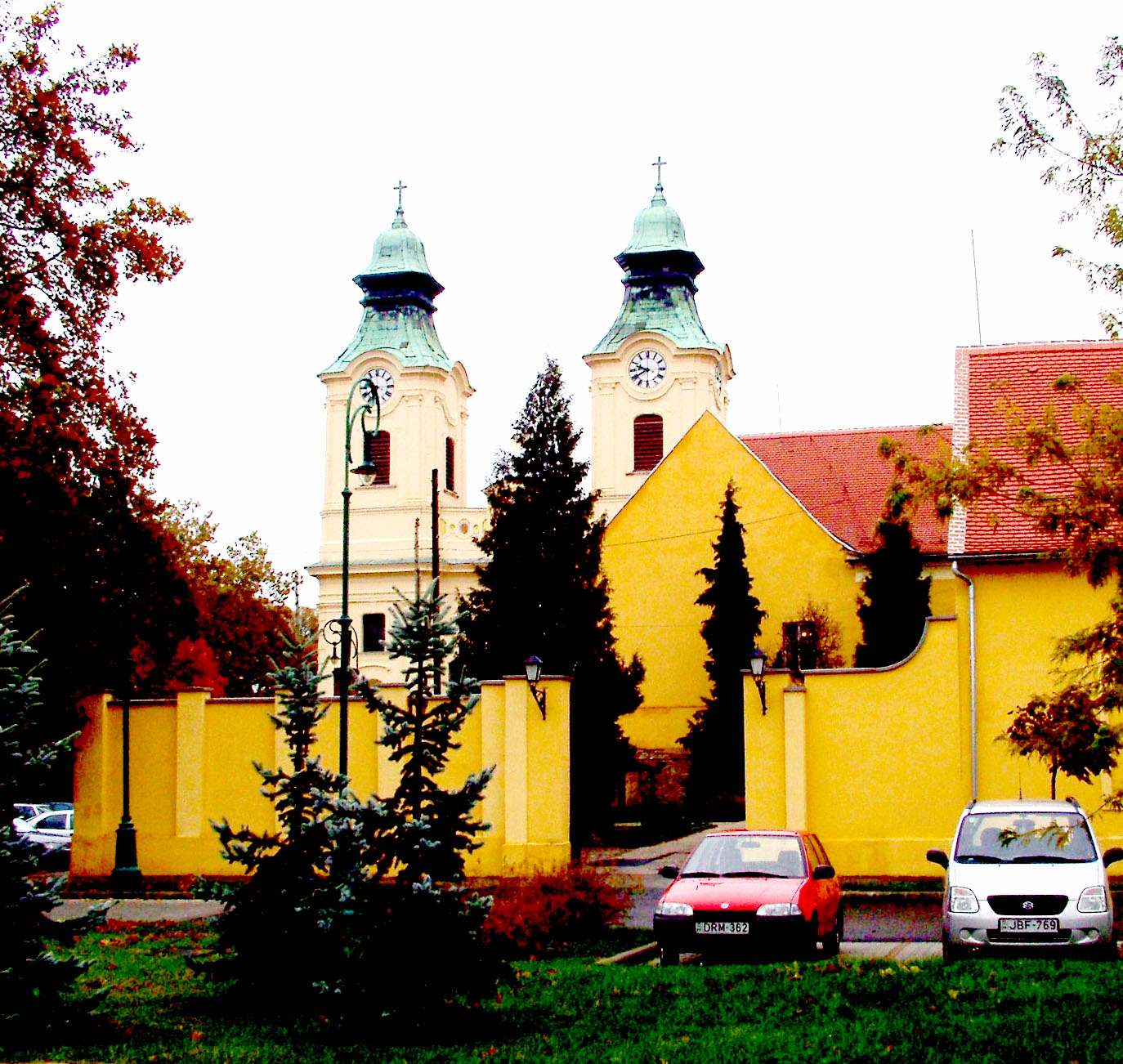
Celldömölk belvárosa
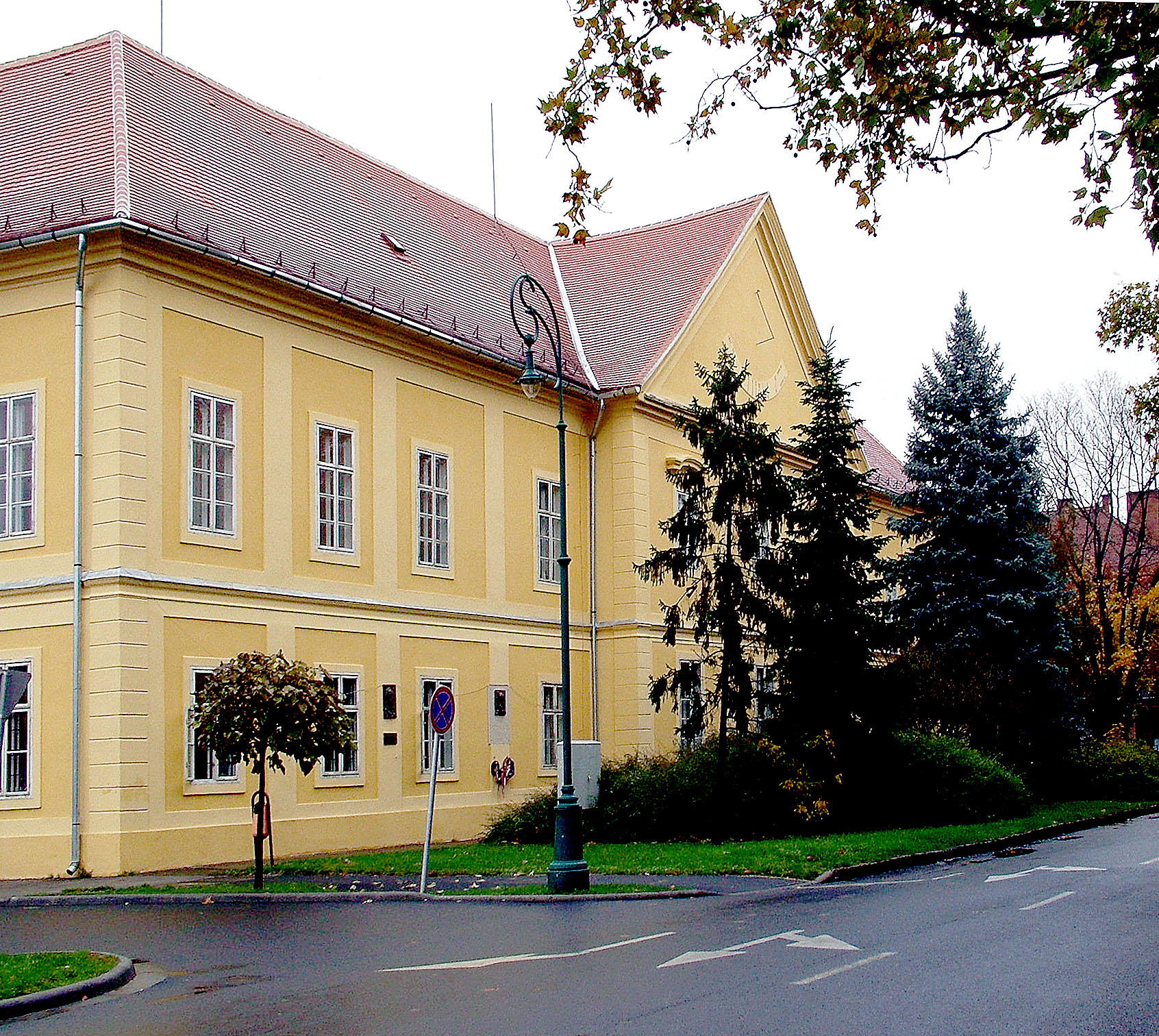
Celldömölk belvárosa
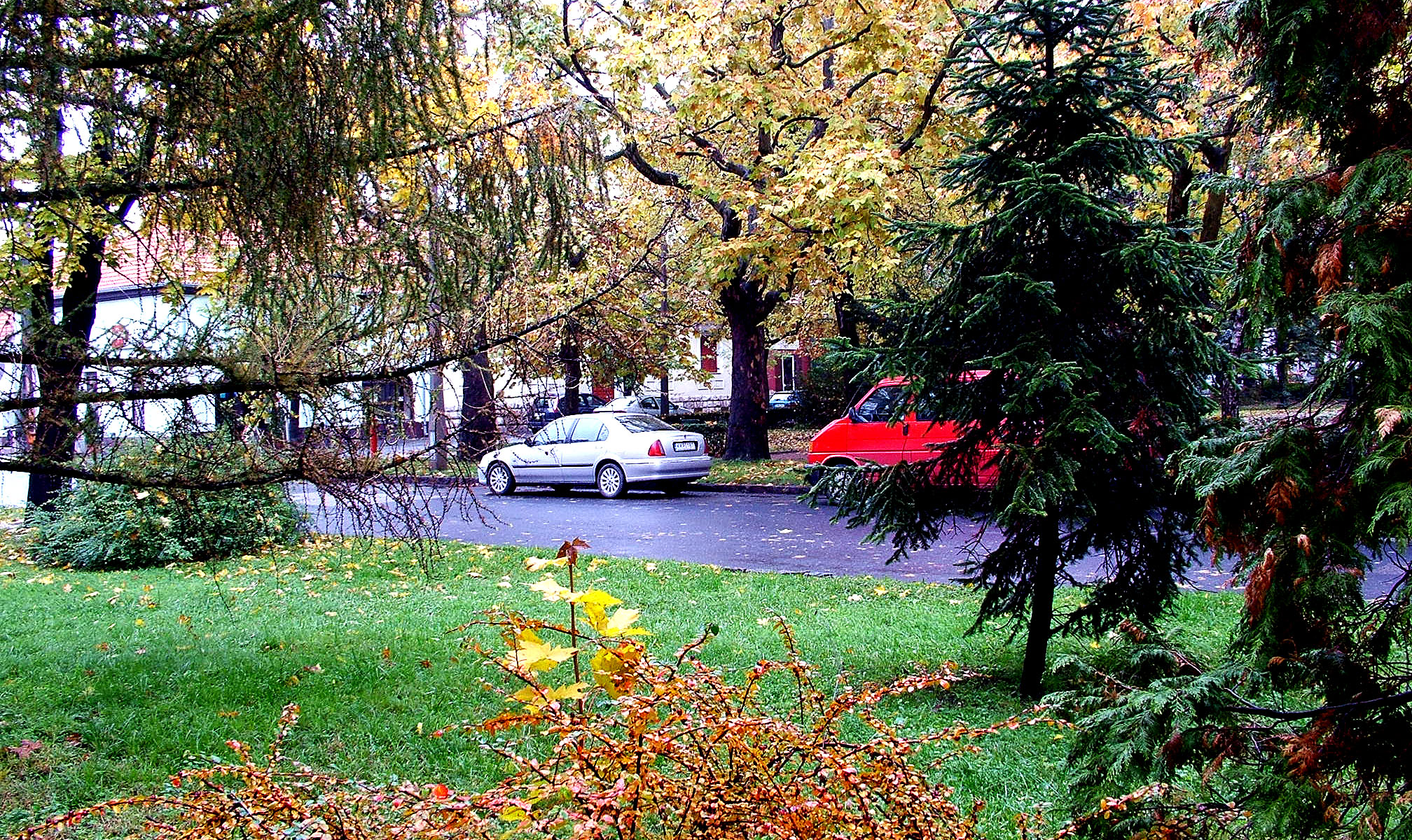
Celldömölk belvárosa
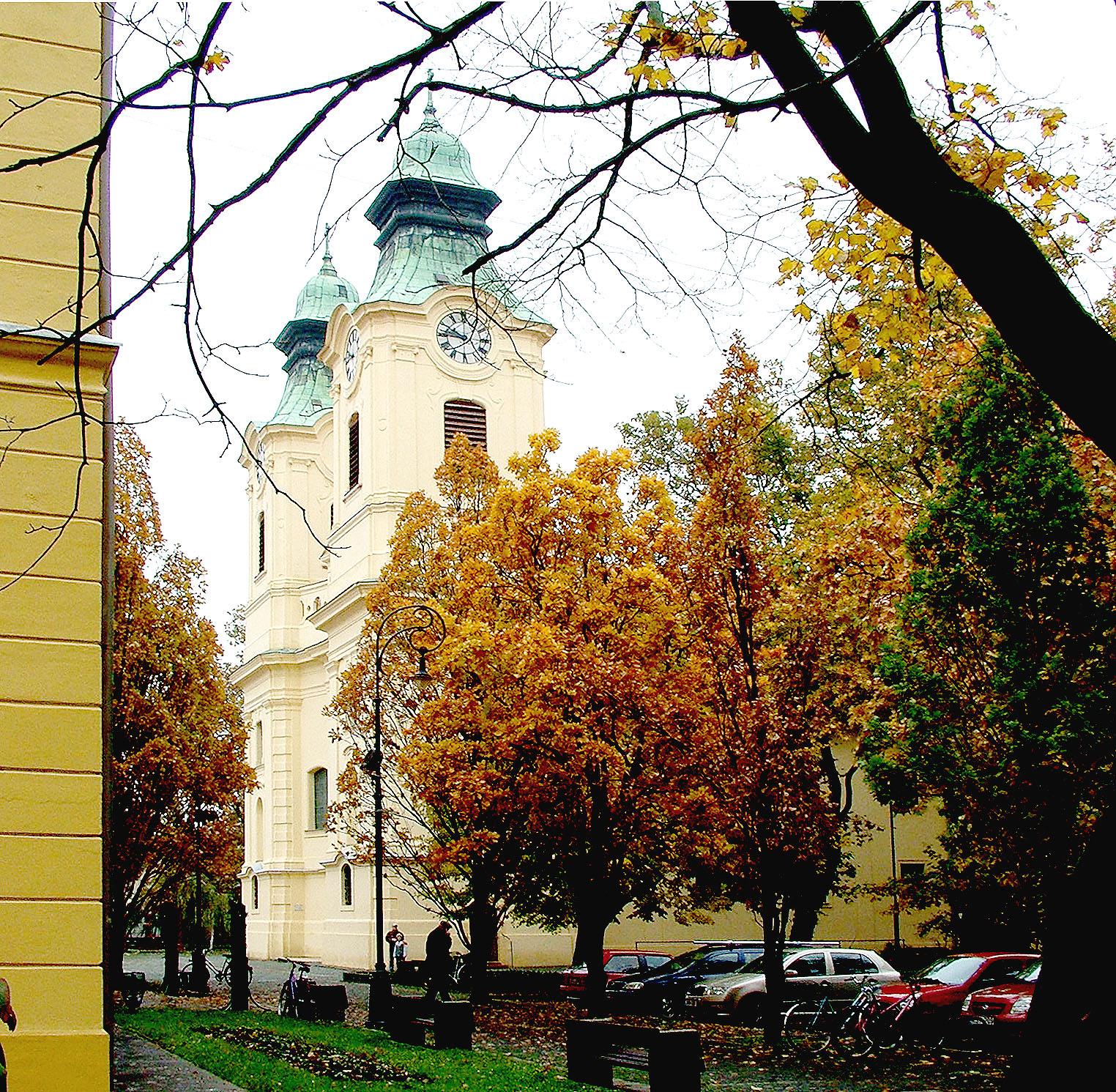
Celldömölk belvárosa
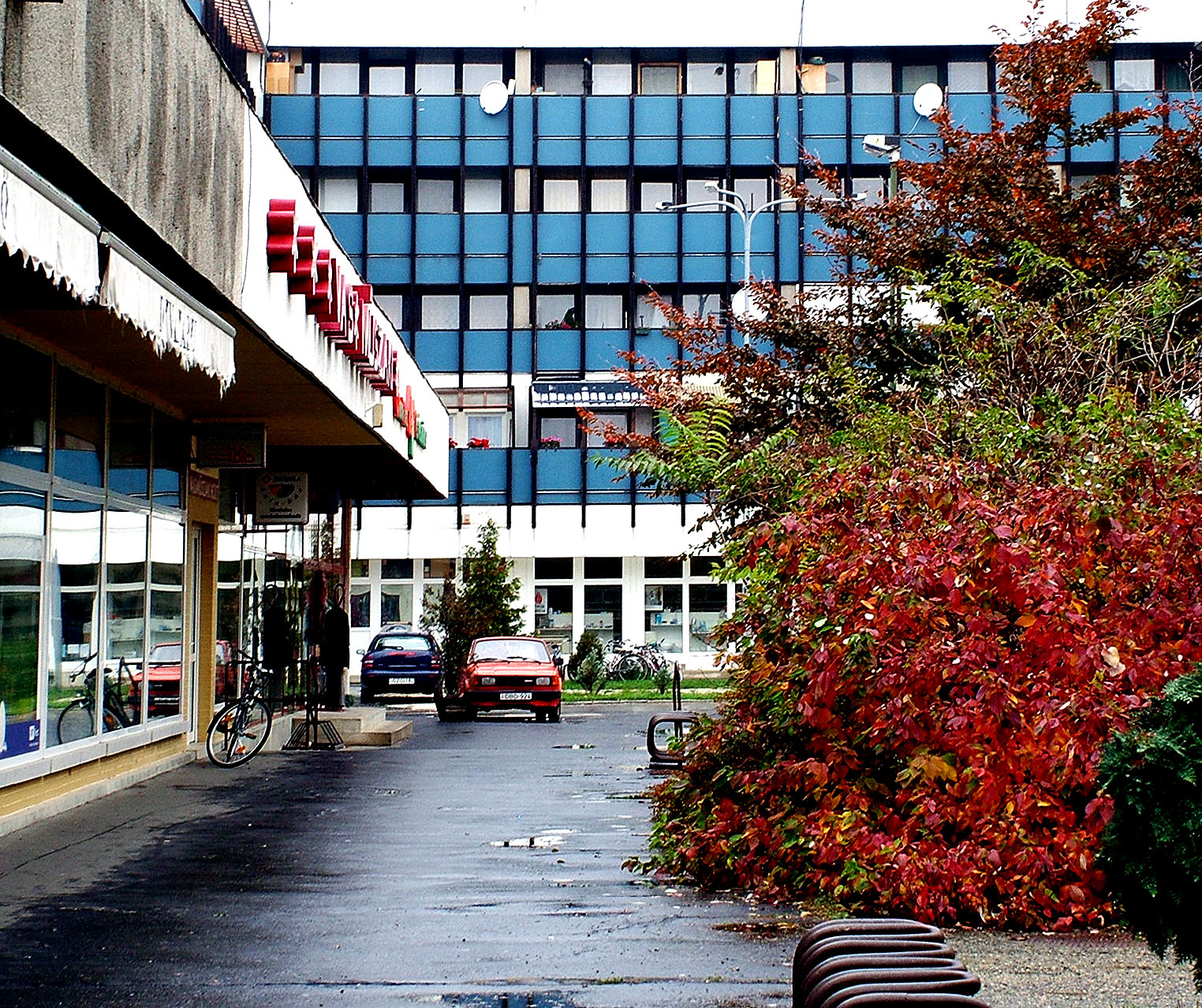
Celldömölk belvárosa
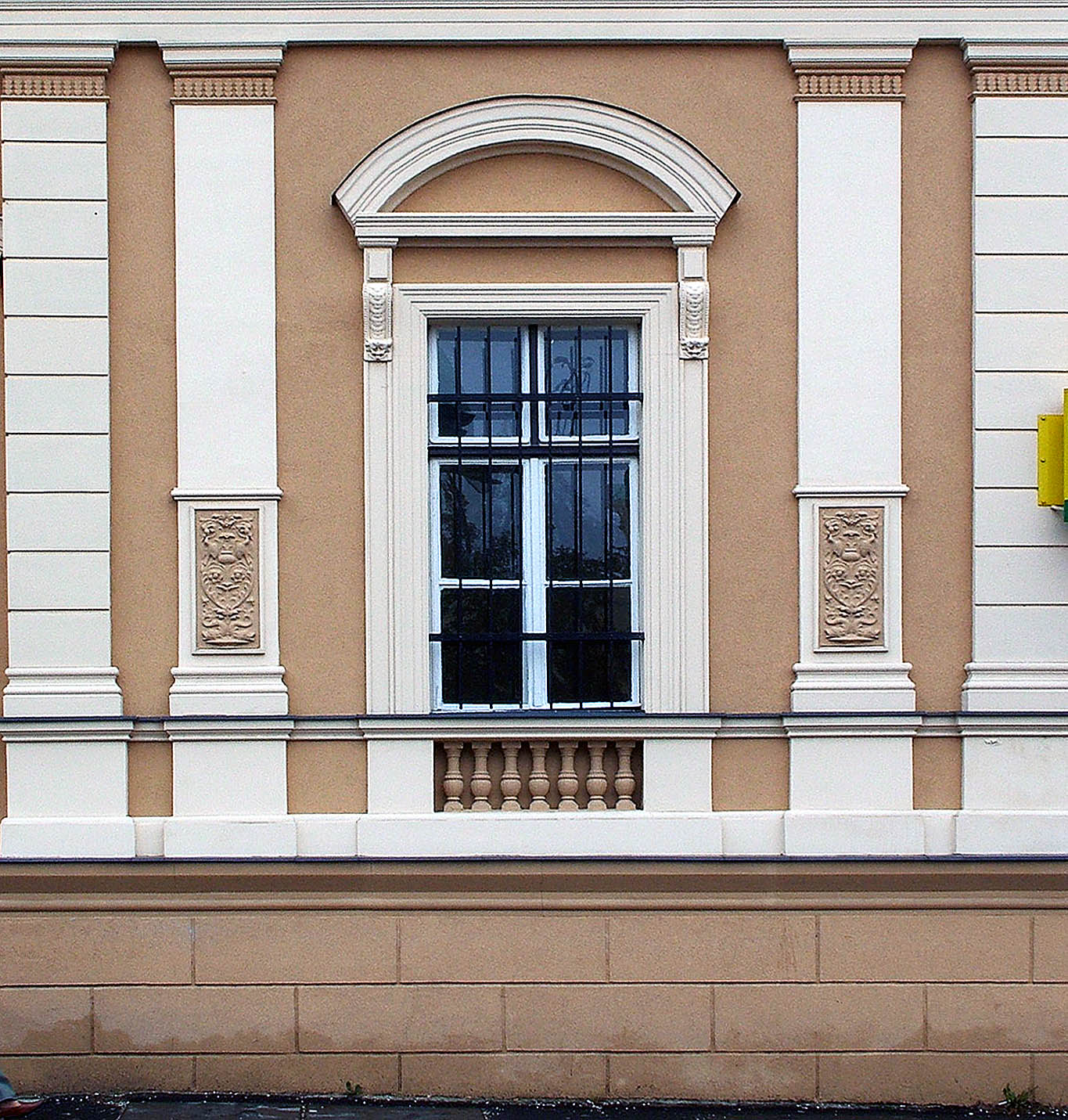
Celldömölk belvárosa
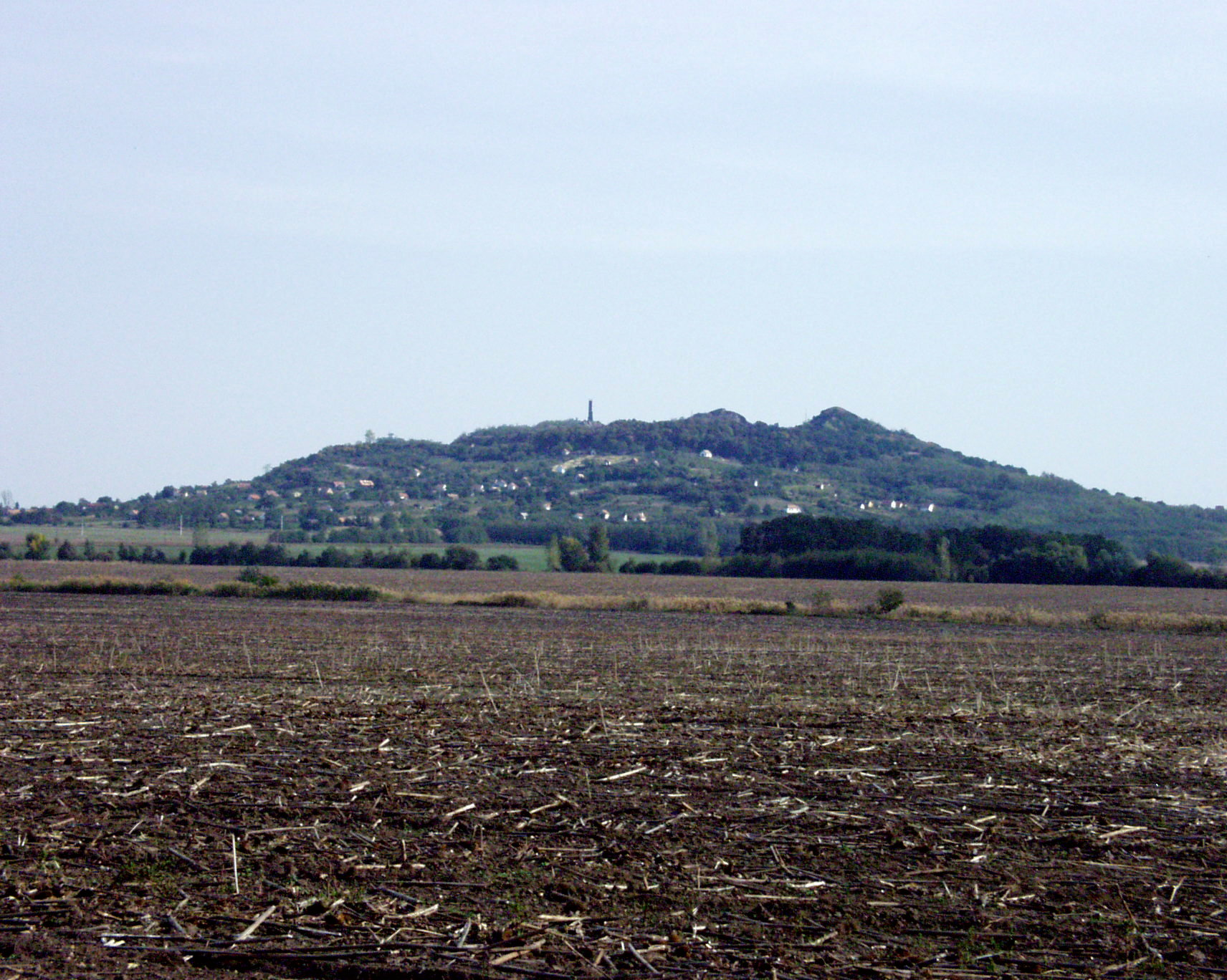
A Ság-hegy
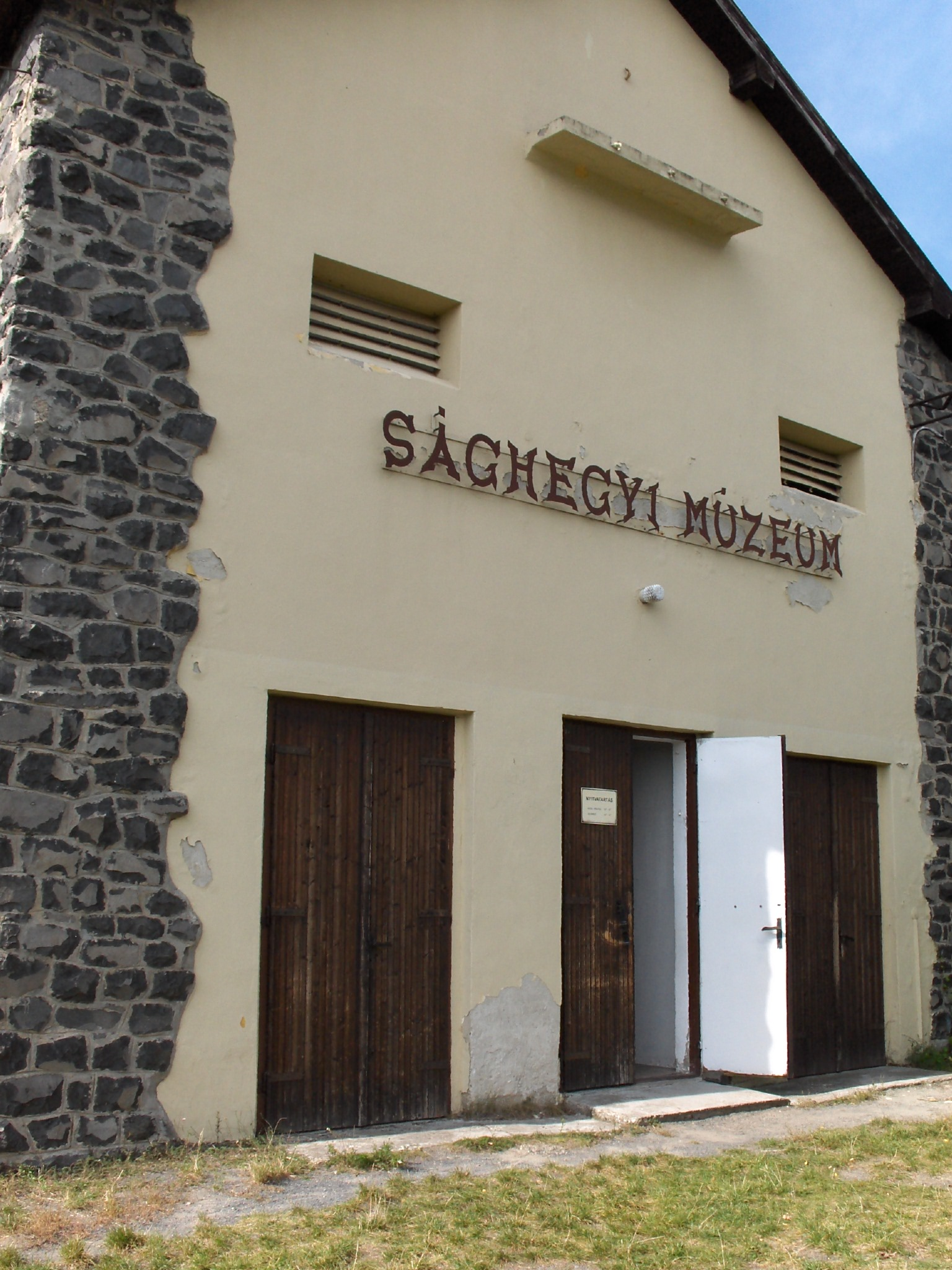
Sághegyi Múzeum
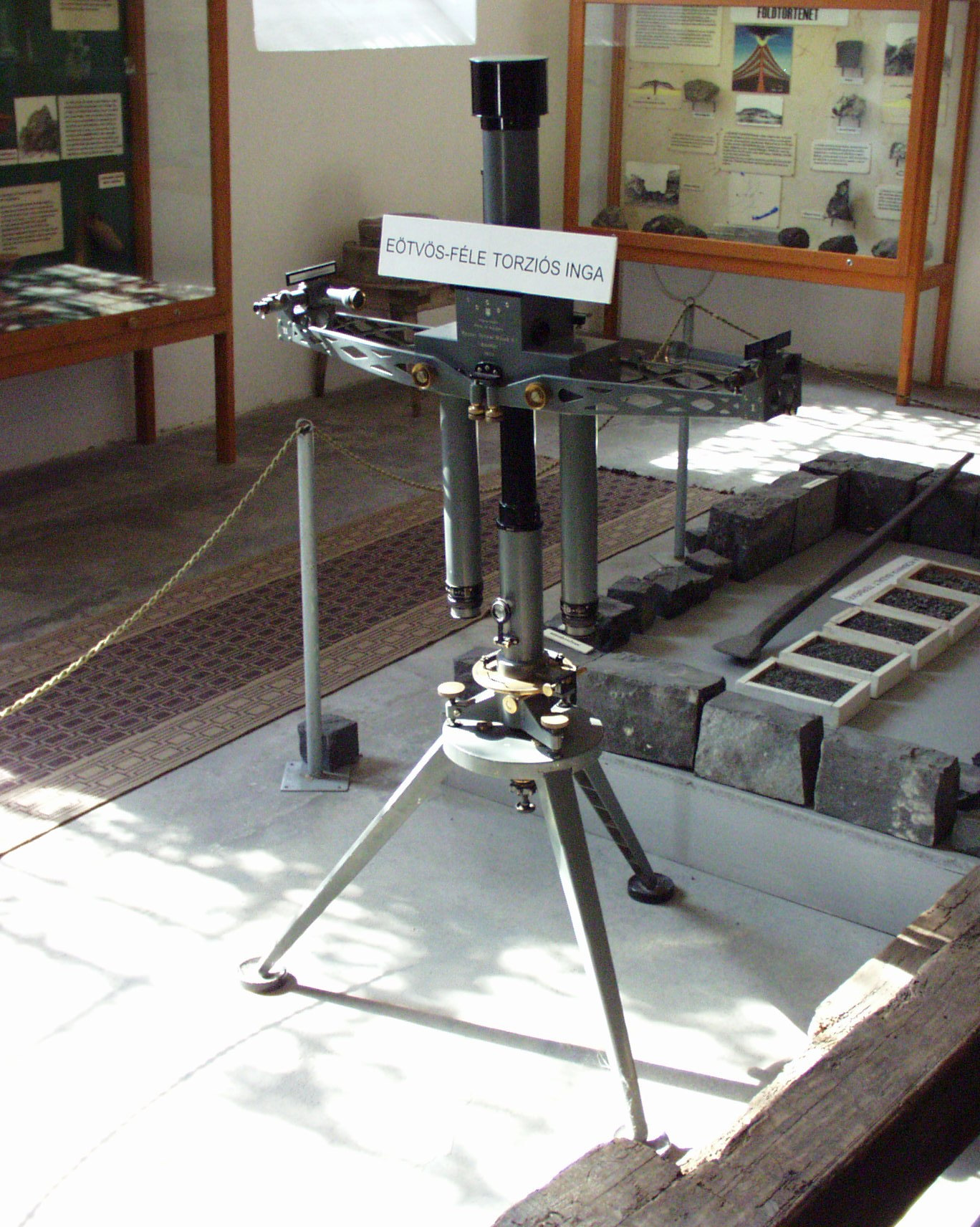
Eötvös-inga a Sághegyi Múzeumban
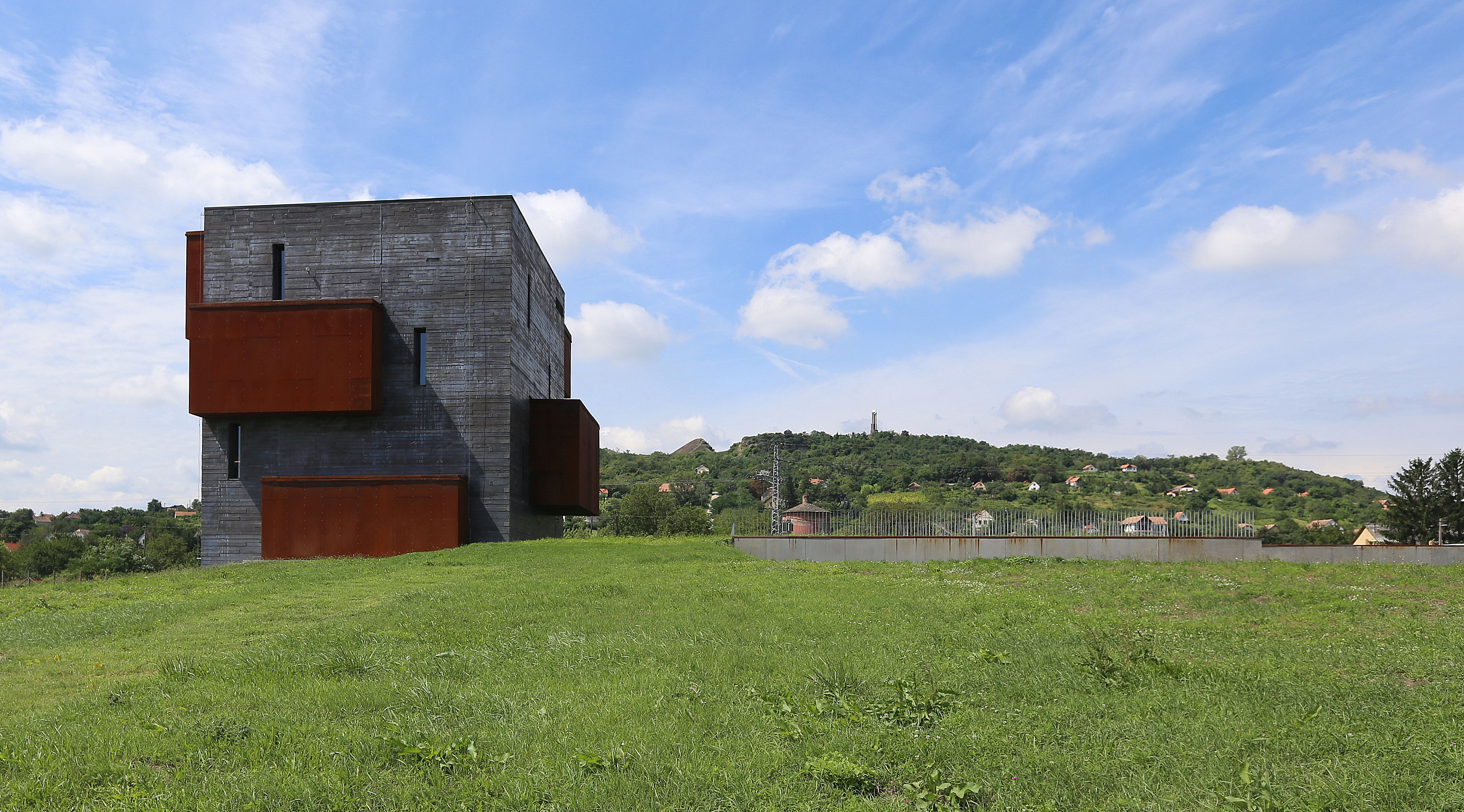
Kemenes Vulkán Park a Ság-hegy lábánál

## Testvérvárosai
- Pagnacco, Olaszország
- Serramazzoni, Olaszország
- Neudau, Ausztria
- Erdőszentgyörgy, Székelyföld
- Munkács, Kárpátalja

## Sport
- Alsóság SE (labdarúgás - 2010/2011-ben nem indult)
- Alsósági Tigrisek (labdarúgás)
- Celldömölki VSE (asztalitenisz, kézilabda, labdarúgás)
- Celldömölk UFC (labdarúgás)
- CVVSE (úszás)
- KEMKO Celldömölk[16] (kosárlabda)
- Izsákfa SE (labdarúgás)

## Rendezvények, fesztiválok
- Sághegyi Szüreti Napok (szeptember utolsó hétvégéje)
- Vulkán Labdarúgó Fesztivál
- Tulipán Fesztivál (április/május)

## Színház
- Soltis Lajos Színház

## Ismert személyek
- Boross Mihály, Weiner Miksa (Kiscell, 1877 – ?1945) író, újságíró, forgatókönyvíró, esztéta, MÁV-főmérnök.

- Császár Gábor (1984–) válogatott kézilabdázó
- Egerszegi Judit (1953, Celldömölk – 2020, Budapest) színésznő
- Fodor Lajos (1930, Celldömölk -1993, Budapest) állami díjas vegyészmérnök, a Budapesti Műszaki Egyetem rektora, az MTA doktora
- Gáyer Gyula (1883, Kiscell - 1932, Szombathely) botanikus, jogász
- Géfin Gyula (1889, Kiscell - 1973, Szombathely) teológiai tanár, katolikus pap, egyháztörténész
- Gosztola Adél (1972, Celldömölk –) színésznő
- Grebenár Gábor (1984–) válogatott kézilabdázó
- Grebenár Péter (1981–) válogatott kosárlabdázó
- Györke József (1906, Celldömölk - 1946, Budapest) nyelvész, könyvtáros, az Országos Széchényi Könyvtár főigazgatója
- Hollósy Jusztinián (1819, Nagyszombat - 1900, Kiscell) bencés szerzetes, csillagász
- Kazári András (1991–) színész
- Kemenes Lajos ( 1888, Kiscell - 1925, Budapest) színész, újságíró
- Kiss Péter (1959– 2014) MSZP-s politikus, miniszter
- Kresznerics Ferenc (1766, Ivánc - 1832, Alsóság) katolikus pap, nyelvész
- Lancsics Bonifác (1674, Szombathely - 1735, Dömölk) bencés szerzetes, a Boldogasszony anyánk kezdetű egyházi ének szerzője
- Mikus Gyula (1905, Celldömölk - 1996, Keszthely) festő
- Nagy Méda (1899, Kiscell - 1984, Budapest) író, költő
- Németh Andor (1891 – 1953, Budapest), író, költő
- Pacskovszky József (1961–) filmrendező
- Pacskovszky Zsolt (1968–) író, műfordító, forgatókönyvíró
- Portik Tamás (1967–), magyar vállalkozó, a 90-es évek olajmaffia-botrányainak egyik kulcsszereplője.
- Rosta Sándor (1956–) színész
- Savanyú Jóska (1841–1907) betyár
- Sipos László Márk (1995–) színész
- Sík Csaba 1934. – Budapest, 1997. József Attila-díjas művészeti író, kritikus, művészettörténész
- Szekér Gyula (1925, Celldömölk - 2015, Budapest) vegyész, iparpolitikus
- Szabó Ferenc (1956–) labdarúgó
- Szabó Károly (1901–?) gazdálkodó, gőzmalom-tulajdonos, országgyűlési képviselő
- Szomraky Zoltán (1889–1938) orvos, kórházigazgató.
- Vida Tivadar (1962-) régész, tanszékvezető egyetemi docens

## Díszpolgárok
- Dala József helytörténeti és néprajzi kutató
- Göttman Bódog Félix csendőr alezredes
- Gáyer Gyula jogász, botanikus
- Habsburg Ottó politikus, közíró, az utolsó magyar trónörökös
- Hollósy Jusztinián csillagász, dömölki bencés apát
- Horváth Lajos tanár, újságíró
- Kiss Péter politikus, miniszter
- Dr. Kósa András, matematikus
- Dr. Szekér Gyula vegyész, politikus
- Takách-Tolvay József politikus, katonatiszt, diplomata

## A település az irodalomban
- Érintőlegesen szerepel a város Bödőcs Tibor humorista első regényében, a zalai vidéki helyszínek sokaságát felvillantó Meg se kínáltak című kötetben (a 23. fejezetben).

## Régi mondások, falucsúfolók a településről
- Kettőt sütött a czeli pék, oszt az eggyiket elégette.[17]